# Movimento Fascismo e Libertà
Das Movimento Fascismo e Libertà (deutsch: Bewegung Faschismus und Freiheit), abgekürzt MFL, ist momentan die einzige erklärte faschistische, politische Bewegung in Italien. Sie wurde am 25. Juli 1991 von dem Senator Giorgio Pisanò gegründet und grenzt sich vehement gegen die verschiedenen neofaschistischen Parteien und Bewegungen (Azione Sociale, Forza Nuova u. a.) ab. Ihr Vorsitzender ist Carlo Gariglio.

## Verfassungsfeindlichkeit
Die MFL wurde mehrmals wegen Neugründung der verbotenen Partito Nazionale Fascista und Relativierung der faschistischen Verbrechen (hauptsächlich durch Nutzung der faschistischen Symbole) angeklagt. Bisher wurden alle Verfahren eingestellt und die Angeklagten von den Vorwürfen freigesprochen.
Seit 1999 konnte die Partei bei einigen Kommunalwahlen diskrete Wahlergebnisse verzeichnen und hat insgesamt sieben Landräte auf kommunaler Ebene entsenden können.
Zu den Parlamentswahlen 2006 wurde das Parteilogo vom italienischen Innenministerium jedoch nicht zugelassen, woraufhin die MFL ein anderes „selbstzensiertes“ Symbol präsentierte. Aufgrund einer zu geringen Anzahl von Unterschriften zur Zulassung zu den Wahlen konnte die Partei an diesen jedoch nicht teilnehmen.